# 갱스터 초치
《갱스터 초치》(영어: Tsotsi)은 2005년에 개봉한 1980년에 나온 동명소설을 영화화한 남아공 영화이다. 78회 아카데미 시상식에서  외국어 영화상을 수상했다.

## 줄거리
어머니가 병으로 죽어가자 데이비드는 학대하는 아버지를 피해 도망쳐 다른 노숙자 아이들과 함께 일련의 큰 콘크리트 건설 파이프에서 산다. 몇 년 후, 이제 초치라고 불리는 데이비드는 친구인 부처, 아프, 보스턴을 포함한 갱단의 리더가 된다.
강도짓 중에 부처가 저지른 살인 사건에 휘말린 후, 초치와 보스턴은 싸움에 휘말려 보스턴이 심하게 다친다. 초치는 나중에 차를 훔치다가 젊은 여성 품라를 쏘고, 뒷좌석에 석 달 된 아기가 있는 것을 발견한다. 초치는 황급히 차에서 귀중품을 챙기고 아기를 자신의 판잣집으로 데려간다. 품라는 공격에서 살아남아(비록 휠체어 신세가 되지만) 경찰 화가와 함께 초치의 얼굴 합성 스케치를 만들고, 이는 신문에 실린다.
혼자서는 아기를 제대로 돌볼 수 없다는 것을 깨달은 초치는 미라엄이 어린 아이를 등에 업고 공공 수도꼭지에서 물을 긷는 것을 본다. 그는 그녀를 따라 그녀의 판잣집으로 가서 총으로 그녀를 위협하여 납치된 아이에게 젖을 먹이게 한다. 한편, 부유한 갱단 리더 펠라는 아프, 보스턴, 부처를 자신의 부하로 영입하려고 시도한다. 초치가 두 번째로 아이를 미라엄에게 데려가자, 그녀는 초치를 대신하여 아이를 돌볼 수 있도록 아이를 자신에게 맡겨달라고 요청하고, 초치는 동의한다.
초치는 다친 보스턴을 돌보기로 결정하고 아프와 부처에게 보스턴을 그의 판잣집으로 데려가게 한다. 친구들이 티처 보이라고 부르는 보스턴은 교사 시험을 본 적이 없다고 설명한다. 초치는 갱단이 보스턴이 시험을 볼 수 있도록 돈을 모을 것이라고 말하며, 이는 그들이 또 다른 강도짓을 저질러야 한다는 것을 의미한다.
초치와 아프는 품라의 집으로 간다. 품라의 남편 존이 병원에서 돌아오자, 그들은 그를 따라 집으로 들어가 그를 묶는다. 아프는 존을 감시하고, 부처는 침실을 뒤지고, 초치는 아기 방에서 물건을 수집한다.
아프가 냉장고를 뒤지러 가자, 존은 경보를 작동시킨다. 당황한 부처는 자신이 찾은 존의 권총으로 존을 죽이려 한다. 초치는 자신의 권총으로 부처를 쏴 죽인다. 그와 아프는 보안 회사가 도착하기 직전에 존의 차를 타고 도망친다.
초치가 부처를 죽인 것에 충격을 받고 언젠가 초치도 자신을 해칠까 두려워한 아프는 갱단을 떠나기로 결정한다. 초치가 미라엄의 집으로 돌아가자, 그녀는 그가 아기를 어디서 얻었는지 알고 있다고 밝히며 아이를 부모에게 돌려보내 달라고 간청한다.
초치는 아기를 돌려주기 위해 출발한다. 그는 존의 집에 도착하여 인터폰으로 존에게 아이를 문 밖에 두고 가겠다고 말한다. 한편, 집에 주둔하고 있던 경찰관은 스미스 경감에게 경고하고, 스미스 경감은 초치가 막 떠나려 할 때 현장에 도착한다.
경찰은 초치에게 총을 겨누며 아기를 돌려주라고 명령한다. 그러나 존은 그들에게 무기를 내리고 자신이 아기를 데려가겠다고 간청한다. 초치가 아기를 품에 안고 있는 동안, 존은 그를 설득하여 아기를 포기하게 한다. 초치는 감정적으로 아기를 존에게 건네주고, 영화가 끝날 때 손을 들고 자수하라는 말을 듣는다.

## 출연
- 프리슬리 크웨니에개 - 초치
- 테리 페토 - 마리암
- 모투시 마가노 - 보스턴
- 케네스 앤코시 - 압
- 젠조 느코베 - 부처

## KBS 성우진 (2006년 11월 11일)
- 강수진 - 초치(프리슬리 크웨니에개)
- 함수정 - 마리암(테리 페토)
- 이장원 - 압(케네스 앤코시)
- 박찬희 - 부처(젠조 느코베)
- 이근욱 - 형사(이안 로버츠)
- 노민 - 노숙자(제리 모포켕)
- 김준 - 아기의 아버지(라풀라나 세이페모)
- 김영진 - 초치의 아버지(이스라엘 마코)
- 성선녀 - 카폐 주인(템비 니안데니)
- 이연희 - 아기의 어머니(남비타 음푸믈와나)
- 성창수 - 형사(퍼시 마체멜라)
- 석원희 - 보스턴(모투시 마가노)